# Charly Sinewan
Carlos García Portal, conocido como “Charly Sinewan” (Madrid, 21 de julio de 1975) es un viajero de largas distancias, aventurero, escritor y documentalista, que viaja por el mundo en motocicleta desde el año 2009.
Su seudónimo fue inspirado después de ver el documental del viaje Long Way Round realizado por Ewan McGregor y Charley Boorman en el cual este último hace varias referencias a su viaje “con Ewan”( McGregor) lo que inspiró a Carlos a decir que él viajaba “sin Ewan”. Finalmente traduciendo su nombre Carlos al inglés (Charly) y agregando la descripción que utilizaba, formó el nombre “Charly Sinewan” por el que es conocido actualmente.

## Biografía
Charly, nació y creció en Madrid. Trabajó en el sector inmobiliario desde 1998 hasta 2012. Paralelamente en agosto de 2009, inició su primer viaje en moto hacia Australia. A partir del 2013 se dedica profesionalmente a viajar y documentar estos viajes y publicando el material en diferentes medios y redes sociales.

## Viajes
Entre el año 2009 y 2010 viajó desde España hasta Australia, llegando a Sídney ocho meses después de haber salido de Madrid en una motocicleta Honda Varadero, y tras haber atravesado 23 países, tres continentes y más de 40.000 km.
Entre 2011 y 2016 recorrió gran parte del continente africano, cerca de 30 países en diferentes etapas, más una etapa especial de casi un año de duración recorriendo Madagascar a bordo de una BMW F800 GS. 
Desde 2016 está recorriendo América comenzando por el norte, llegando hasta Alaska y siguiendo hacia el sur.
En febrero de 2018 emprendió un viaje en velero a Cuba. Así trasladó su moto con la que recorrió toda la isla.
En junio de 2018 realizó un proyecto especial con un viaje desde España hasta Mongolia en una BMW F850 GS a modo de lanzamiento de la moto, pero no consiguió traspasar Kirguistán tras innumerables problemas burocráticos en este país.

En total, ha visitado más de 60 países en moto y ha rodado por cinco continentes.

## Documentales
Charly Sinewan filma y edita vídeos de sus viajes desde sus inicios. Cuenta con más de 1.910.000 suscriptores en el portal Youtube.

## Libros
- El mundo en moto con Charly Sinewan, 2019, ISBN 9788408213024.  Editorial Planeta a través de su sello de viajes Geoplaneta.[7]

## Prensa
Colabora y ha colaborado en diferentes medios como  La Vanguardia, El País (España),  AS de España, BMW Newsletter, el Elmotor.com, Motofan.com,  así como en libros y publicaciones.

## Eventos y Conferencias
Ha participado en innumerables eventos relacionados con el tema viajes y motos, como así también conferencias.

## Premios
Ganador al mejor canal de viajes en los Premios Vloguer 2016.